# Monte Albán
Monte Albán a legnagyobb prekolumbiánus ásatási helyszín a dél-mexikói Oaxaca államban. A régészeti lelőhelyek a Oaxaca-völgy középső részén helyezkednek el, kb. 9 km-re Oaxaca de Juárez városától (székhely) nyugatra.
Monte Albán vallási épületegyüttese egy kb. tengerszint felett 1940 méter magas mesterséges dombon épült. Az épületegyüttesre a lépcsőzetes teraszos építkezés a jellemző, s egy tucat mesterséges domb borítja az egész fennsík gerincvonalát. Atzompa és El Gallo domb közelében az ásatások során előkerült romokat is az ősi város szerves részének tekintik.
Monte Albán (kb. i. e. 6 – i. sz. 8. század), mint Mezoamerika legősibb városa, hosszú időn keresztül a zapoték elit társadalmi és politikai központjául szolgált. Szerepe legalább olyan fontos volt ezen a területen, mint a tőle északra levő Teotihuacáné. A város a 6-8. század táján elvesztette politikai szerepét, és ezután hamarosan elhagyatottá vált. A feltárt temetkezési helyek arra utalnak, hogy a későbbi időkben ismét kis számú közösségek telepedtek le, és egészen a gyarmati időszak kezdetéig felkeresték szertartások bemutatása végett.
Monte Albán jelenlegi nevének eredete nem tisztázott és zapoték neve sem ismert, mivel a hely elnéptelenedett a spanyolok megjelenése előtt, így feljegyzések nem maradtak.
A romok a Oaxaca-völgyben minden irányból jól láthatók, ezért a gyarmati idő kezdetétől a mai napig kedvelt helye éppúgy a felfedezőknek, mint a turistáknak.
Az első intenzív régészeti felmérések 1902-ben kezdődtek Leopoldo Batres vezetésével, azonban tudományos igényű ásatásokra csak 1931-ben került sor egy mexikói régész, Alfonso Caso irányításával. Az elkövetkezendő 18 év alatt Caso és munkatársai Ignacio Bernal és Jorge Acosta nagy területet tárt fel az épületegyüttes magjában, amelyet a nagyközönség számára is megnyitottak.
Az ásatások során nagy számú lakó- és szertartási épületeket, valamint több száz temetkezési helyet tártak fel. A munkálatok során Caso és kollégái a kerámiákat alapul véve megállapítottak egy időrendi sorrendet a korai sírokban talált leletekből kb. az i. e. 6. századtól egészen a késő posztklasszikus periódus végéig, i. sz. 1521-ig.
Az 1960-as évek végén a Michigan Egyetem munkatársa, Kent Flannery kutatást kezdeményezett, melynek a célja Monte Albán alapítása előtti időszak feltárása (Prehistory and Human Ecology Project). Az elkövetkezendő két évtized feljegyzései a korai archaikus időszaktól (i. e. 8-2. évezred) a Monte Albánt közvetlenül megelőző Rosario szakaszig (i. e. 8-6. század) egy időzóna-áttekintés a terület társadalmi fejlődéséről, összetételéről.
A következő további lépés a Monte Albán fejlődési történelmének megértésében egy prekolumbán kori településminta felállítása, amelyet a Oaxaca-völgy kutatási téma keretében Richard Blanton és más kollégái kezdtek meg a korai 1970-es években. Az intenzív felmérés és feltérképezés következtében világossá vált, hogy Monte Albán nagysága lényegesen meghaladja Caso által ismert területeket.

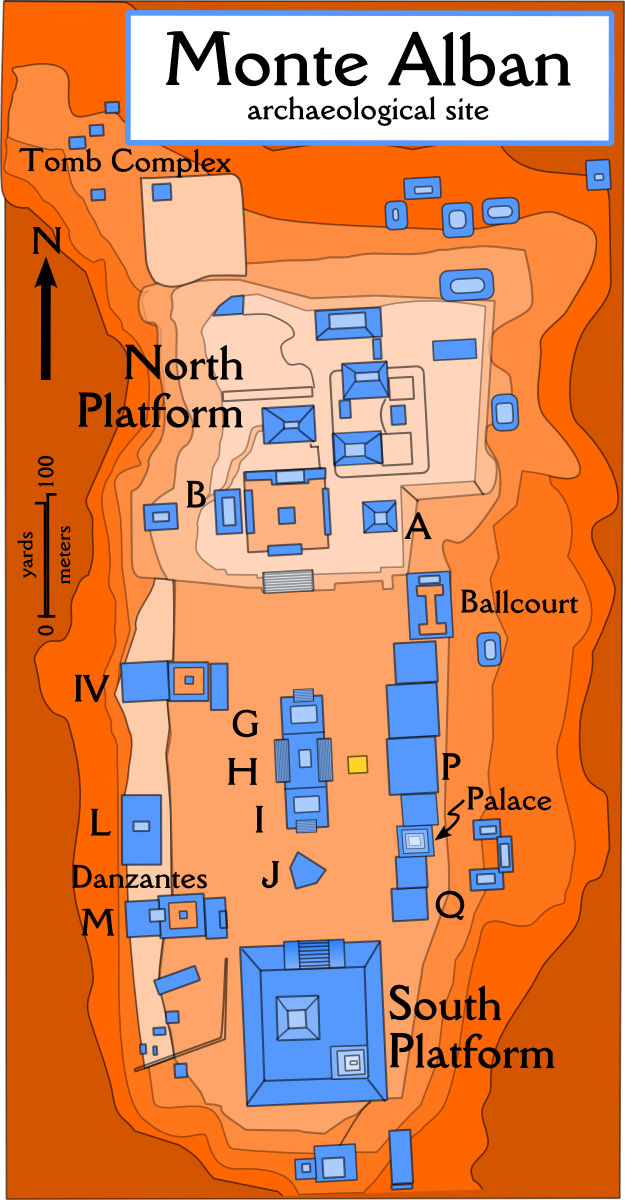
Monte Albán régészeti helyszínei

## Képek

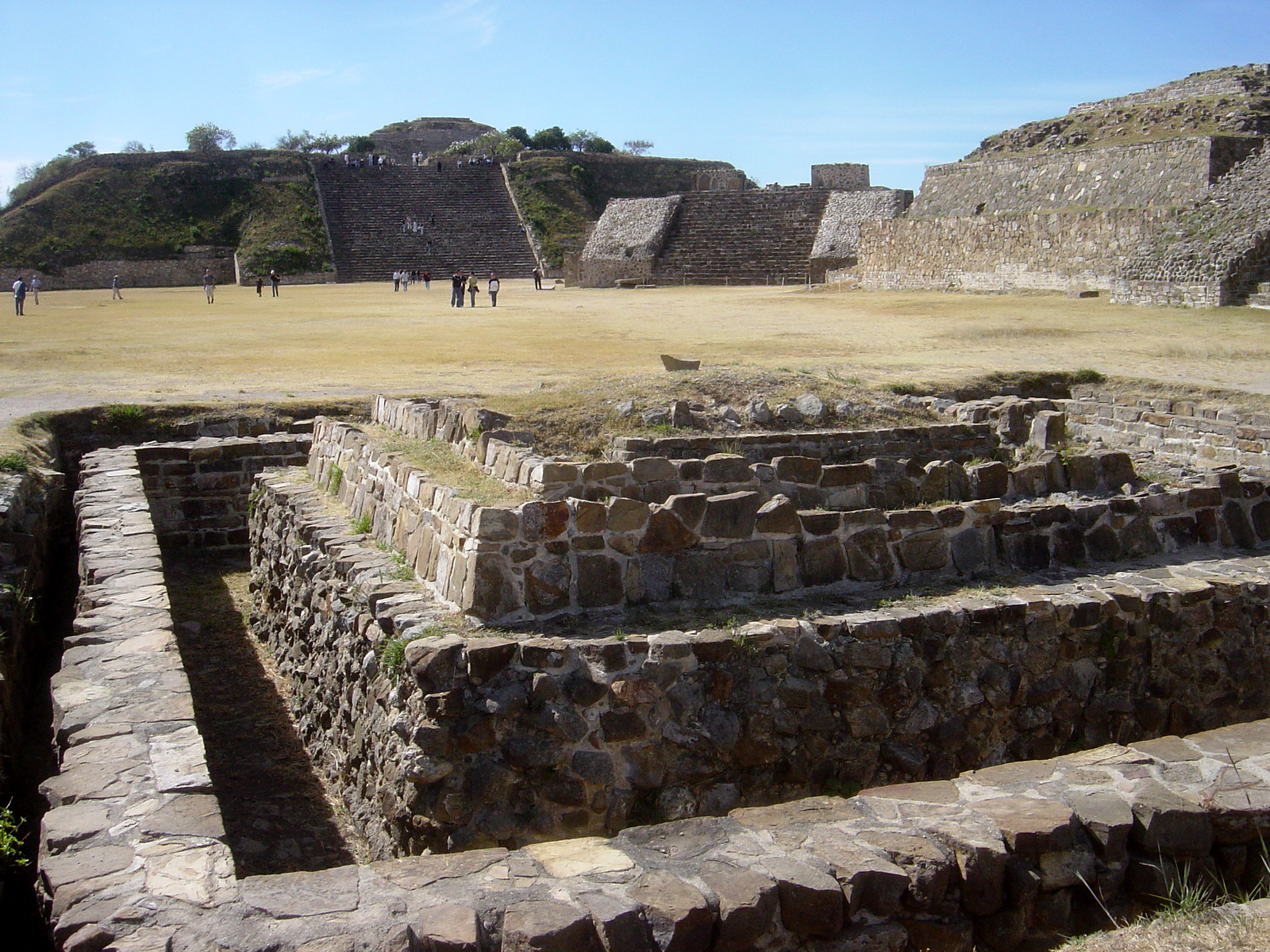
Oltár
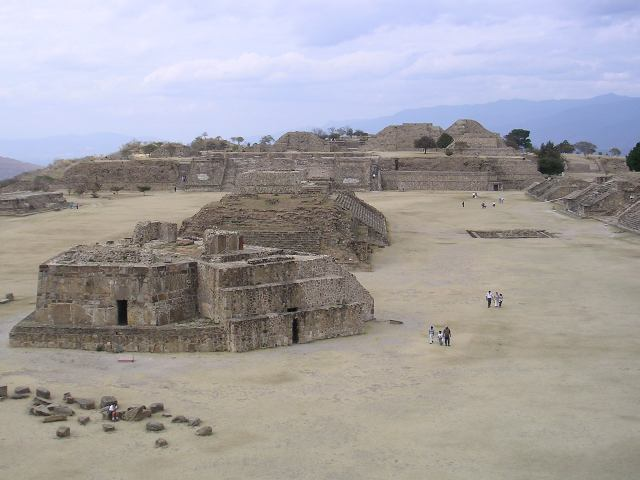
A Fő tér látképe a déli teraszról, előtérben a J épület
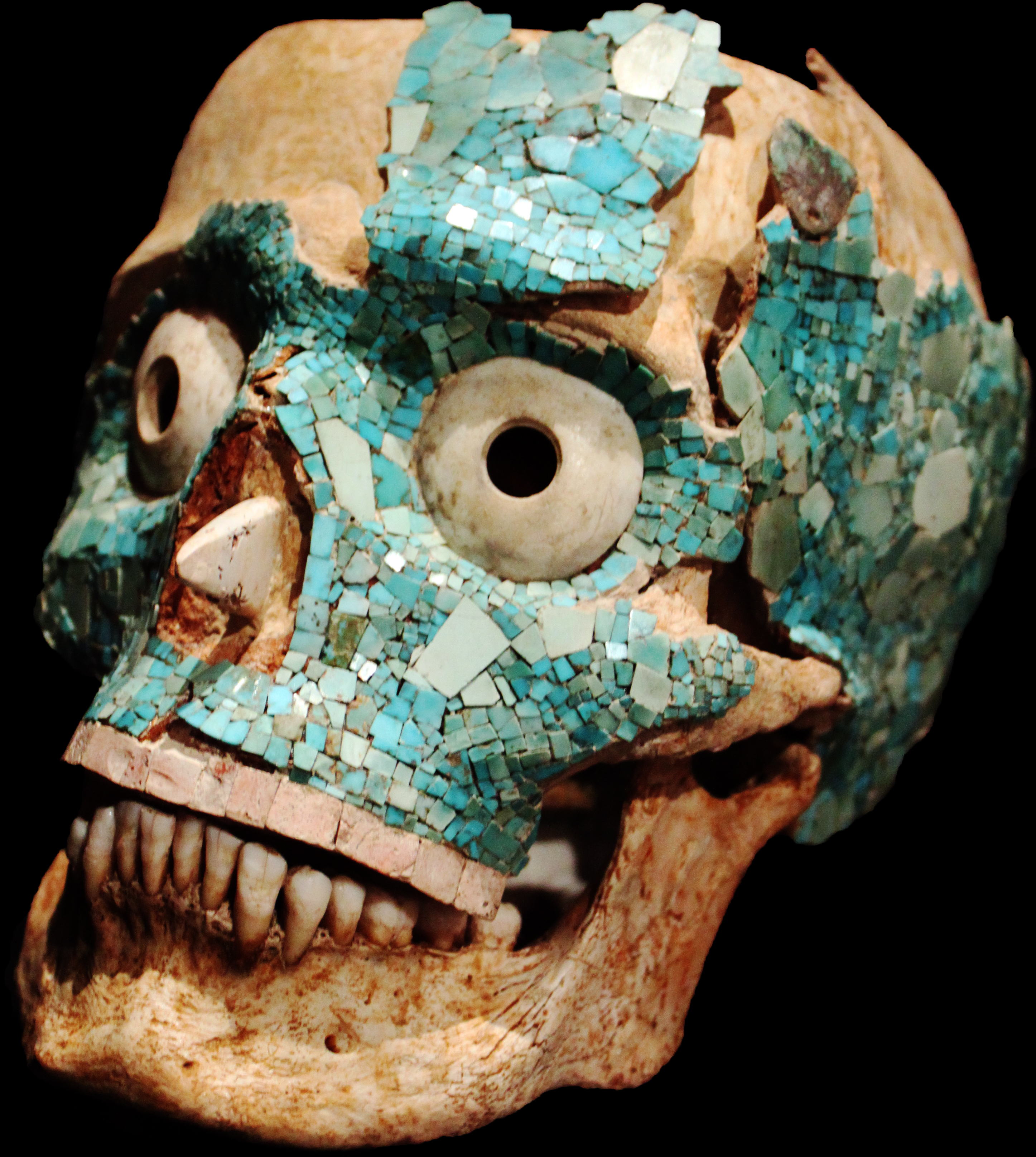
Maszk a Monte Albán-i kincstárból (a oaxacai múzeumban)
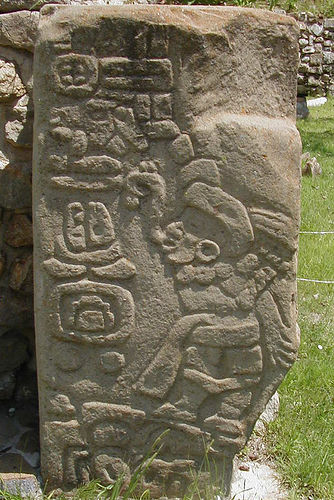
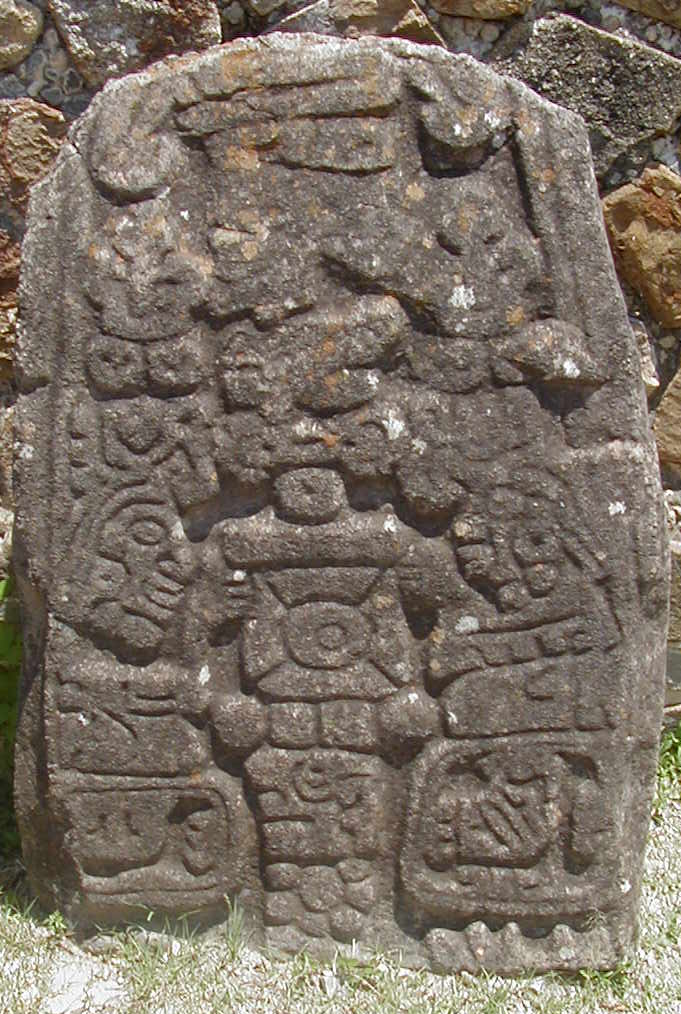
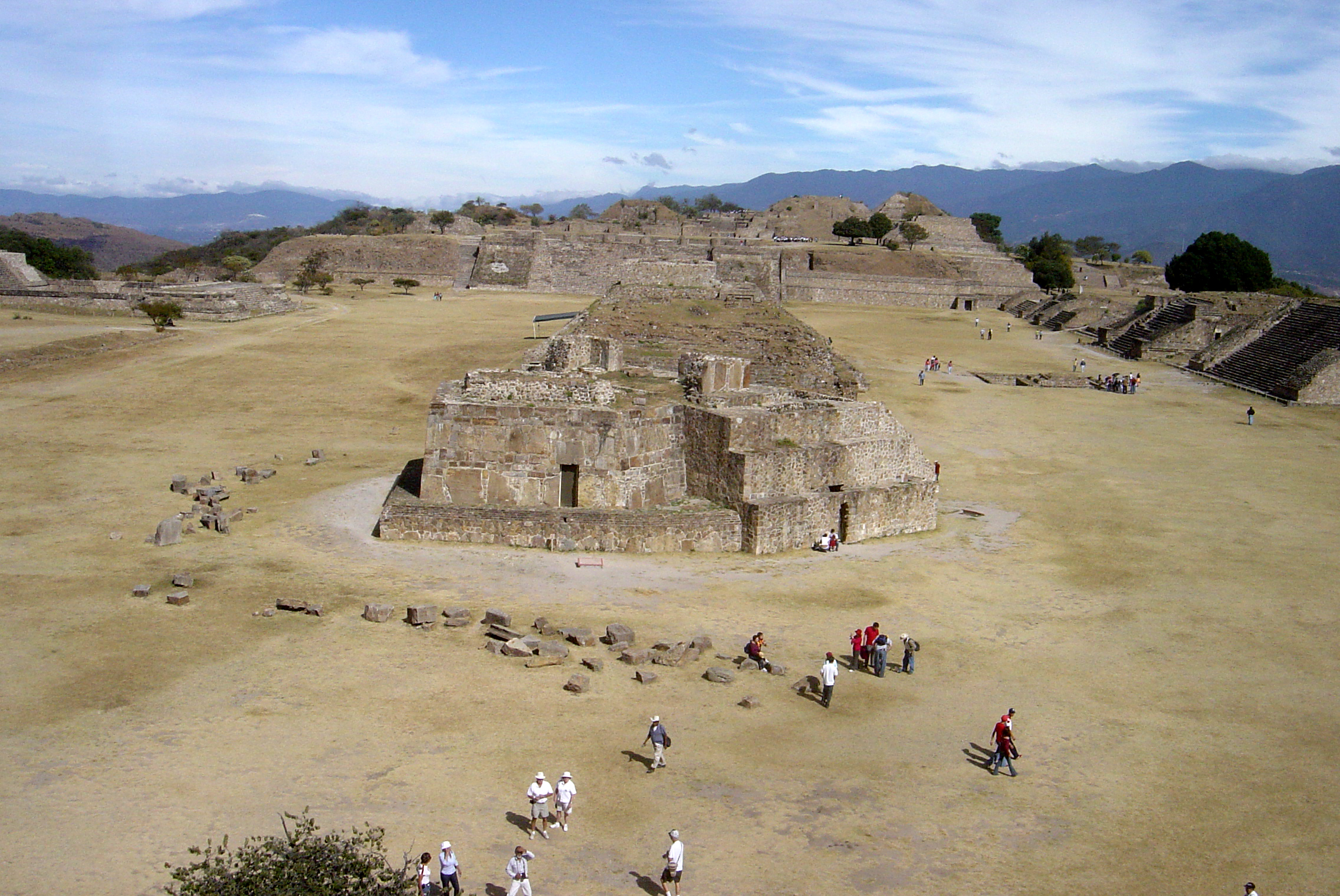
A Fő tér látképe a déli teraszról, előtérben a J épület
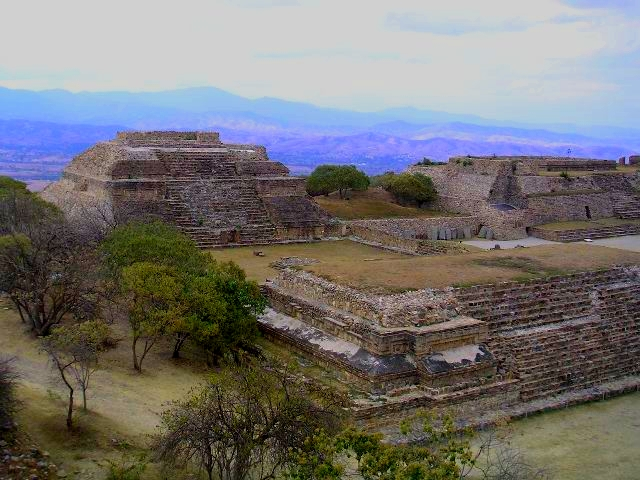
Az M épület a déli teraszról nézve